# 1850. pr. Kr.
◄ | 20. stoljeće pr. Kr. | 19. stoljeće pr. Kr. | 18. stoljeće pr. Kr. | ►
◄ | 1880-ih pr. Kr. | 1870-ih pr. Kr. | 1860-ih pr. Kr. | 1850-ih pr. Kr. | 1840-ih pr. Kr. | 1830-ih pr. Kr. | 1820-ih pr. Kr. | ►
◄◄ | ◄ | 1853. pr. Kr. | 1852. pr. Kr. | 1851. pr. Kr. | 1850 pr. Kr. | 1849. pr. Kr. | 1848. pr. Kr. | 1847. pr. Kr. | ► | ►►

## Događaji
- nastao staroegipatski papirus iz Kahuna